# Hendrik Gabel
Hendrik Gabel (* 19. Dezember 1973 in Berlin) ist ein deutscher Boxer und besitzt die Trainerlizenz.

## Karriere
Gabel hat seit 2004 die Trainerlizenz für Kickboxen und Thaiboxen und ist seit 2005 Diplom-Trainer bei ITA (Internationale Trainerakademie Hannover) für Fitness (Ausdauerbereich), Kondition, Kardio und Ernährung. 2007 erhielt er die Trainerlizenz für Profiboxen. Des Weiteren besitzt er die Lizenz als Personal Trainer für Boxen und Fitness. Am 3. März 2007 gab er sein Boxprofidebüt gegen Eroil Celerie. 2006 wurde er K1-Sieger. 2008 wurde er Interkontinental-Weltmeister im Halbschwergewicht (Profiboxen). 2010 wurde er Europameister im Halbschwergewicht (Profiboxen).

## Liste der Profikämpfe
| Jahr          | Tag                                              | Ort                                 | Gegner / Kampfziel                        | Ergebnis für Gabel  |
| ------------- | ------------------------------------------------ | ----------------------------------- | ----------------------------------------- | ------------------- |
| 2007          | 3. März                                          | Altes Funkwerk, Berlin, Deutschland | Eroil Celerie                             | Sieg TKO 1. Runde   |
| 13. April     | EWE Arena, Fürstenwalde, Deutschland             | Enrico Heilig                       | Sieg TKO 1. Runde                         |                     |
| 12. Mai       | Köpenick, Berlin, Deutschland                    | Geert Span                          | Sieg PTS 4. Runde                         |                     |
| 20. September | Brandenburg Halle, Frankfurt (Oder), Deutschland | Enrico Heilig                       | Sieg TKO 2. Runde                         |                     |
| 2008          | 29. März                                         | Altes Funkwerk, Berlin, Deutschland | Ronny Daunke Interkontinental Weltmeister | Sieg TKO 1. Runde   |
| 2009          | 7. Februar                                       | Altes Funkwerk, Berlin, Deutschland | Rene Hübner                               | Niederlage 8. Runde |
| 2010          | 7. Februar                                       | Altes Funkwerk, Berlin, Deutschland | Roy Meissner                              | Sieg TKO 2. Runde   |
| 7. März       | Bestensee, Deutschland                           | Steve Krökel Europameisterschaft    | Sieg TKO 4. Runde                         |                     |